# Юровська Галина Валентинівна
Галина Валентинівна Юровська (нар. 30 листопада 1961, м. Хмельницький) — українська суддя. 29 жовтня 2019 року XVII позачерговим з'їздом суддів обрана суддею Конституційного Суду України.
Присягу склала 5 листопада 2019 року.

## Життєпис

### Освіта
Закінчила Харківський юридичний інститут (1981–1985). Кандидат юридичних наук.

### Трудова діяльність
- 1979–1981 — архіваріус, друкарка, секретар судових засідань Хмельницького обласного суду.
- Працювала нотаріусом, старшим консультантом з нотаріату у відділі юстиції Хмельницького обласного виконавчого комітету.
- З 1988 — стажер, адвокат Хмельницької міської юридичної консультації.
- 1993 — Верховною Радою обрана суддею Хмельницького обласного суду[4], 1999 — суддею Київського обласного суду[5].
- 2011–2016 — суддя Вищого спеціалізованого суду України з розгляду цивільних і кримінальних справ[6][7].
- 2016–2019 — заступник начальника відділу підготовки викладачів (тренерів) Національної школи суддів[8].

## Нагороди
Заслужений юрист України (2017).